# فیلتر طیف اتمی

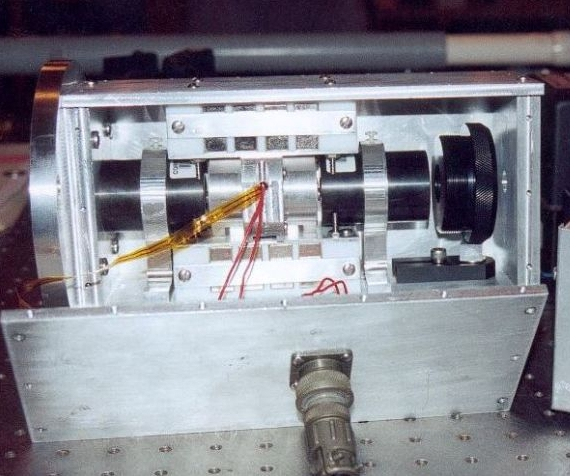
یک فیلتر پتاسیم فارادی که توسط یوناس هدین طراحی، ساخته و عکس برداری شده است.

فیلتر طیف اتمی (انگلیسی: Atomic line filter) یک فیلتر میان‌گذر نوری پیشرفته است که در علم فیزیک برای فیلتر کردن دقیق تابش الکترومغناطیس استفاده می‌شود، به طوریکه دقت حداکثر و تلفات حداقل شود.
این نوع فیلترها با جذب یا تشدید طیف‌های بخارات اتمی کار می‌کنند.
سه نوع عمده از این نوع فیلتر وجود دارد:
1. فیلتر طیف اتمی جذبی-تابشی
2. فیلترهای فارادی
3. فیلترهای فیوگت

فیلتر طیف اتمی جذبی-تابشی اولین نوع بودند که توسعه یافتند به همین دلیل عموماً به آن فیلتر طیف اتمی نیز گفته می‌شود. دو نوع دیگر نیز به نام‌های فیلتر فارادی و فیوگت خوانده می‌شوند.
فیلترهای طیف اتمی برای کاربردهای مختلف از مکانیزم‌ها و طراحی‌های متفاوتی استفاده می‌کنند ولی استراتژی اصلی مشابه یکدیگر است.